# FC Gütersloh 2000
Maillots
Actualités
Dernière mise à jour : 28/12/2024.

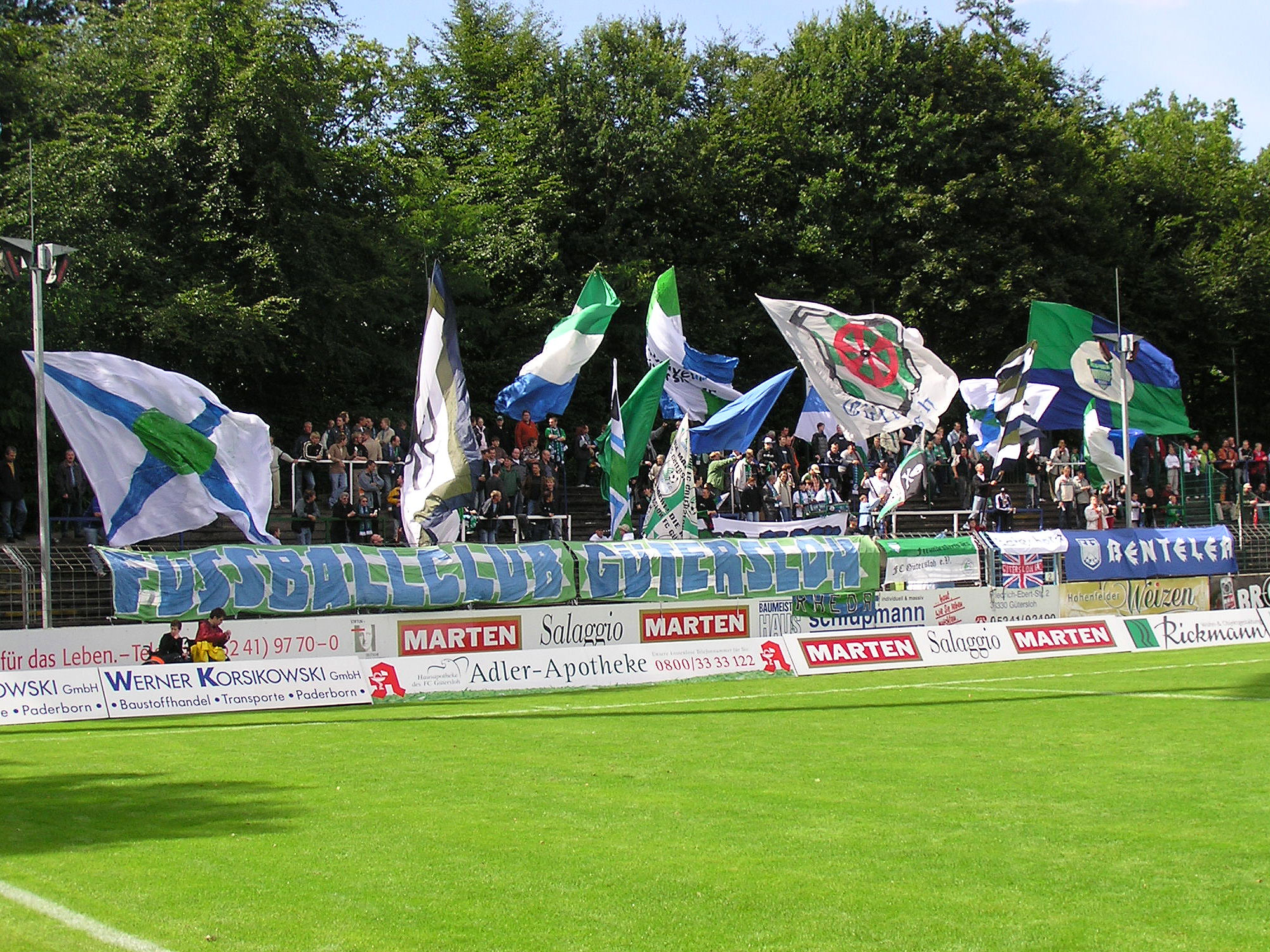
Les fans de FC

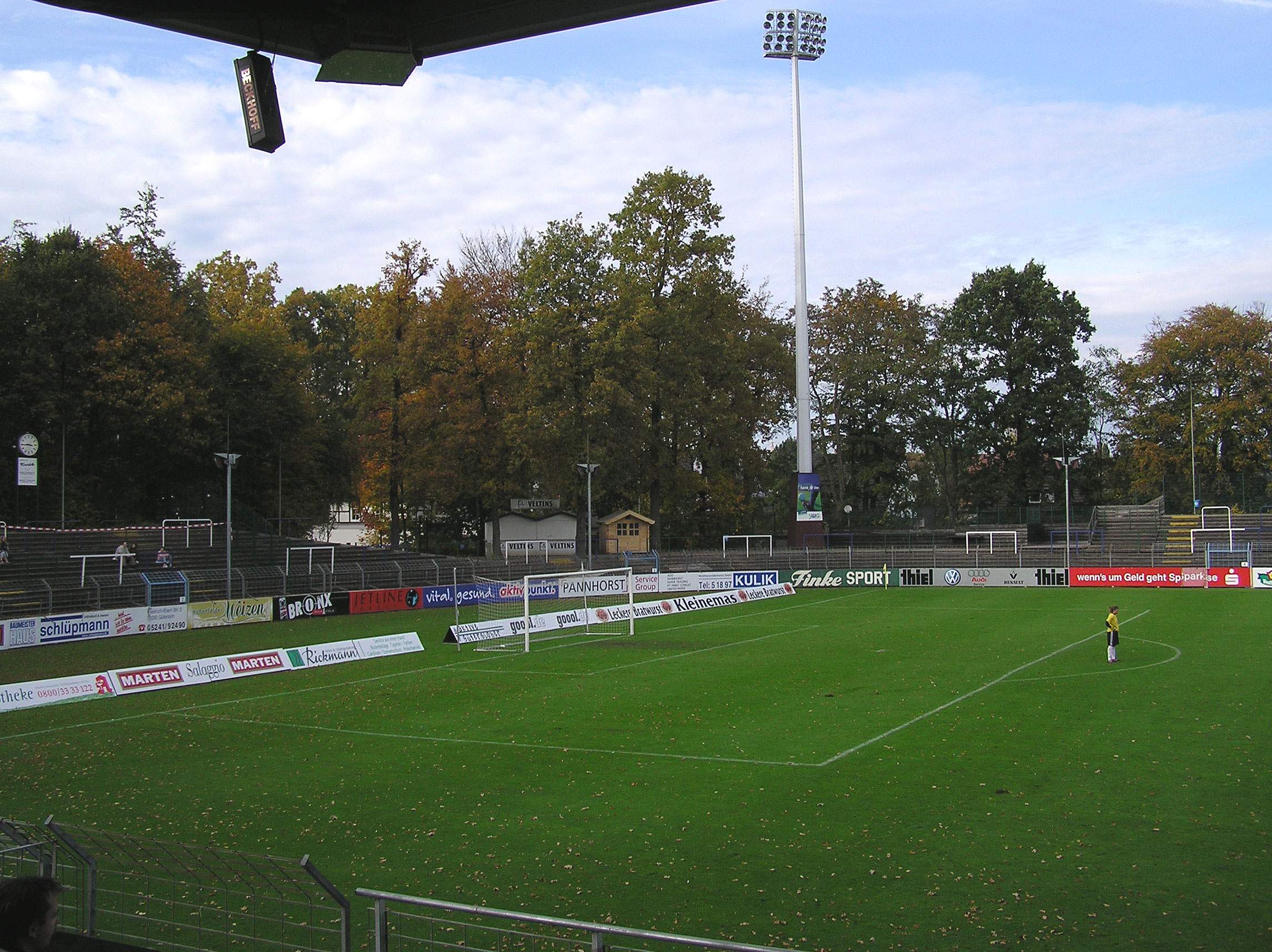
Heidewaldstadion

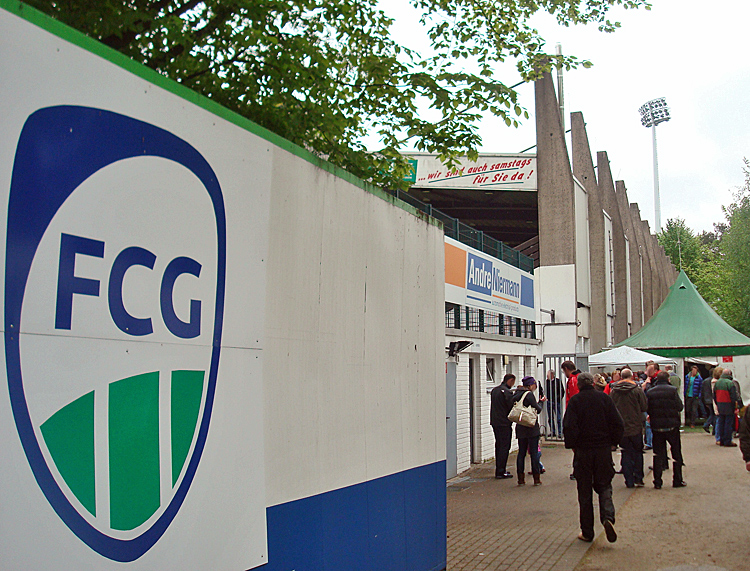
Logo

Le FC Gütersloh 2000 est un club de football allemand localisé à Gütersloh, en Rhénanie-du-Nord-Westphalie.
Le club actuel compte plus de 500 membres. Il fut reconstitué en 2000 sur les bases du FC Gütersloh qui était lui-même l'héritier d'anciens clubs locaux. (Des clubs dont les racines remontent loin dans le temps, et qu'en Allemagne, on appelle familièrement "Traditionverein").

## Dates clés
- 1879 – 07/09/1879, fondation de GÜTERSLOHER TURN VEREIN.
- 1918 – fondation du SPORTVEREINIGUNG 1918 GÜTERSLOH
- 1923 – la section football du GÜTERSLOHER TURN VEREIN devint indépendante sous le nom de SPIEL-und-SPORT (SuS) 1923 GÜTERSLOH.
- 1923 – fondation du VfK GÜTERSLOH qui fut renommé par après DEUTSCHE JUNGEND KRAFT (DJK) GÜTERSLOH.
- 1925 – 09/02/1925, SPORTVEREINIGUNG 1918 GÜTERSLOH perdit plusieurs membres qui fondèrent le DEUTSCHE SPORT CLUB 1925 GÜTERSLOH.
- 1933 – fusion du DEUTSCHE SPORT CLUB 1925 GÜTERSLOH avec le SPIEL-und-SPORT (SuS) 1923 GÜTERSLOH pour former le SPORT VEREIN ARMINIA GÜTERSLOH.
- 1935 - DEUTSCHE JUNGEND KRAFT (DJK) GÜTERSLOH rejoignit SPORT VEREIN ARMINIA GÜTERSLOH.
- 1945 – mai-juin 1945, dissolution de tous les clubs et associations allemands par les Alliés selon la Directive n°23.
- 1945 – reconstitution de SPORT VEREIN ARMINIA GÜTERSLOH, par d’anciens membres du SPORT VEREIN ARMINIA GÜTERSLOH et par d'anciens membres SPORTVEREINIGUNG 1918 GÜTERSLOH.
- 1953 – SPORT VEREIN ARMINIA GÜTERSLOH perdit plusieurs membres qui fondèrent le DEUTSCHE JUNGEND KRAFT (DJK) BLAUW-WEISS GÜTERSLOH et le DEUTSCHE JUNGEND KRAFT (DJK) GÜTERSLOH-SÜD.
- 1963 – fusion du DEUTSCHE JUNGEND KRAFT (DJK) BLAUW-WEISS GÜTERSLOH avec le DEUTSCHE JUNGEND KRAFT (DJK) GÜTERSLOH-SÜD pour former DEUTSCHE JUNGEND KRAFT (DJK) GÜTERSLOH.
- 1978 – 12/05/1978, fusion du SPORT VEREIN ARMINIA GÜTERSLOH avec le DEUTSCHE JUNGEND KRAFT (DJK) GÜTERSLOH pour former le FUSSBALL CLUB GÜTERSLOH.
- 2000 – 14/02/2000, dissolution de FUSSBALL CLUB GÜTERSLOH.
- 2000 – 23/02/2000, reconstitution sous le nom de FUSSBALL CLUB 2000 GÜTERSLOH.

## Histoire

### Fondation
Le club initial fut créé en 1918 sous la dénomination Spielvereinigung 1918 Gütersloh. Cinq ans plus tard, la localité de Gütersloh vit la création d’un autre club appelé VfK Gütersmoh. Par après, ce club prit la dénomination de Deutsche Jungend Kraft Gütersloh, en abrégé DJK Gütersloh.
Sept ans plus tard, le club se scinda lorsque plusieurs membres s’en allèrent et fondèrent le Deutsche SC 1925 Gütersloh.
En 1933, dès leur arrivée au pouvoir, les Nazis réformèrent les compétitions (création des Gauligen), mais surtout décrétèrent l’interdiction des ligues travaillistes d’obédience communiste et/ou socialiste. De nombreux clubs disparurent ou fusionnèrent. Par la suite, d’autres clubs, non visés par les mesures initiales du régime totalitaire furent priés de fusionner, quand ils ne furent pas forcés de fusionner par les autorités.
Ce fut durant cette période particulière, qu’en 1933, le Deutsche SC 1925 Gütersloh fusionna avec le SuS Gütersloh. Celui-ci jouait sous ce nom depuis 1923, année où il devint indépendant du cercle gymnique du Gütersloher Turn Verein (fondé en 1879), dont il avait été la section de football. La fusion DSC et SuS donna le SV Arminia Gütersloh.

### SV Arminia Gütersloh

ancien logo du SV Arminia Gütersloh

Deux ans après sa formation, le SV Arminia Gütersloh fut rejoint par le DJK Gütersloh. Comme ses prédécesseurs le cercle resta dans l’anonymat des séries inférieures.
Après la Seconde Guerre mondiale, tous les clubs et associations allemands durent dissous par les Alliés (voir Directive n°23). Dès le mois d’août 1945, d’anciens membres du SV Arminia et du SV 1918 Gütersloh reconstituèrent un club qui reprit rapidement le nom de SV Arminia Gütersloh.
Ce club, familièrement appelé Die Grüne (les Verts) fut longtemps en relation avec le Groupe Bertelsmann AG  (fondé à l’origine en 18935, au départ de l’imprimerie de Carl Bertelsmann dans la localité de Gütersloh, et qui est devenu un des géants allemands des médias et de la communication, contrôlant entre autres RTL Group).
En 1951, le SV Arminia Gütersloh accéda à la Landesliga Westfalen. Quatre ans plus tard, il termina vice-champion, puis remporta le titre en 1956. Cependant par la suite, le cercle échoua dans le tour final permettant d’accéder à la 2. Oberliga West. Cela permit toutefois à l’équipe d’être retenue pour former la nouvelle Landesliga Westfalen, créée par une restructuration des séries. 
En 1963, alors que la Bundesliga voyait le jour et que la Regionalliga était instaurée comme 2e niveau, le SV Arminia fut relégué en Landesliga Westfalen, soit le niveau 4 de la hiérarchie.
En 1964, Willy Stickling, un fabricant de meubles proposa de devenir le sponsor du club, mais sa demande fut rejetée. Stickling se tourna alors vers le DJK Gütersloh. À partir de ce moment, les deux clubs se livrèrent une farouche concurrence et la rivalité fit rage pour le titre de meilleur club de Gütersloh. Le magazine Kicker s’amusa à  parler de Fussballkrieg (guerre du foorball). En 1967, Arminia remonta en Verbandsliga en terminant 1e devant le DJK. Ce dernier le rejoignit la saison suivante et…le dépassa puisque dans la foulée, il accéda à la Regionalliga (voir ci-dessous).
En 1971, le SV Arminia Gütersloh remporta son groupe. Dans le tour final, le club réalisa un partage (2-2, après prolongation) contre le Hammer SpVgg. Lorsque la rencontre fut rejouée, Gütersloh s’imposa (3-2, après prolongation) et atteignit ainsi la finale. Les Grûnen gagnèrent celle-ci (1-0) contre VfL Klafeld-Geisweid 08, et montèrent en Regionalliga West, soit l’équivalent à l’époque de la Division 2.
Le SV Arminia Gütersloh joua trois saisons au niveau 2, termina en deuxième partie de tableau. Devant le DJK, lors de la première saison, derrière pour les deux suivantes.
Lorsque la saison 1973-1974 se termina, la DFB instaura la 2. Bundesliga. Le SV Arminia Gütersloh ne fut pas retenu pour cette ligue et redescendit au niveau 3, c'est-à-dire en Verbandsliga .
En 1975, le SV Arminia Gütersloh remporta son groupe de Verbandsliga, mais échoua contre le SC Westfalia 05 Herne, lors de la finale pour le titre de Westphalie et ne participa donc pas au tour final pour la montée.
À la fin de la saison 1976-1977, Arminia Gütersloh remporta une troisième fois sa poule de Verbandsliga mais perdit encore un finale pour le titre de Westphalie, cette fois contre le Rot-Weiss Lüdenscheid. Mais à partir de cette saison-là, le tour final pour la montée au 2e niveau avait été élargi. Arminia gagna le droit d’y participer en éliminant Preussen Hameln lors d’un tour préliminaire (défaite 1-0 puis victoire 4-1). Versé dans le Groupe 1, le club ne décrocha pas la montée puisqu’il termina à la 4e et dernière place derrière l’OSC Bremerhaven, le 1. FC Bocholt et les Berlinois du Spandauer SV.
À la fin de la saison suivante, le SV Arminia Gütersloh se plaça en ordre utile pour faire partie ligue unique pour la région Ouest au niveau 3: Oberliga Westfalen. Mais le club n’y joua pas sous son nom car en fin de saison, il fusionna avec son rival local du DJK Gütersloh pour former le FC Gütersloh.

### DJK Gütersloh

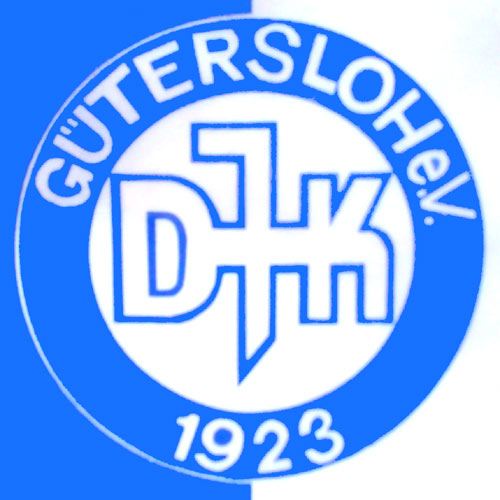
ancien logo du DJK Gütersloh

Le Deutsche Jungend Kraft Gütersloh trouva son origine en 1953 lors que deux clubs furent fondés par des dissidents du SV Arminia: DJK Blauw-Weiss Gütersloh et DJK Gütersloh-Süd. Dix ans plus tard, les deux équipes qui partageaient la même appellation DJK et évoluaient dans la même série  fusionnèrent sous le simple nom de DJK Gütersloh.
Les joueurs du DJK Gütersloh furent surnommés Die Blauwen (les Bleus). L’année suivante de la fusion le formant, le club reçut le soutien de Willy Stickling, un fabricant de meubles qui avait d’abord été éconduit par le rival du SV Arminia. La rivalité entre les clubs n’en fut que plus exacerbée.
En 1965, le DJK monta en Landesliga où, la saison suivante, il termina vice-champion d’SV Arminia, lequel monta en Verbandliga. Le DJK Gütersloh fit taire les moqueries de fans de l’Arminia en rattrapant son voisin en 1968 et en le dépassant ! En effet, Les Blauwen remportèrent leur groupe et le titre de Westphalie en devançant le SG Wattenscheid 09 en finale à Hamm. Lors du tour final pour la montée en Regionalliga West, le club fut ne termina que 3e, mais il fut repêché et monta grâce aux performances des équipes de l’Ouest en Regionalliga où Rot-Weiss Essen et Rot-Weiss Oberhausen conquirent le droit de monter en Bundesliga.
Cette promotion souleva des critiques. La Regionalliga était un nouveau professionnel (ou semi-professionnel) et certains puristes virent d’un mauvais œil l’ascension d’un club religieux vers une division professionnelle. La Deutsche Jungend Kraft (DJK) – littéralement: la force vive de la jeunesse allemande – était un mouvement de jeunesse soutenu par l’Église. Le magazine Kicker se fendit d’un article posant la question de savoir si l’Église avait quelque chose contre l’Argent…
Durant l’intersaison, des bruits de fusion entre le DJK et Arminia coururent. Mais si celle-ci fut évoquée, elle échoua. La localité de Gütersloh accorda un crédit de 180 000 deutschemarks. Cela provoqua des polémiques. Les partis SPD et FDP, contre s’opposant à la CDU favorable.
Le DJK Güntersloh évolua au niveau 2 pendant cinq saisons, décrochant une 8e place en 1971 comme meilleur résultat.
Quand en 1974, la 2. Bundesliga fut instaurée, le club fut retenu pour faire partie du Groupe Nord.
Le DJK presta deux nouveaux championnats au niveau 2 puis fut relégué à la fin de la saison 1975-1976, en terminant 19e sur 20, à trois points du 16e et premier sauvé, les Berlinois du SC Wacker 04.
De retour au niveau 3, le club eut juste les moyens financiers nécessaires pour conserver une équipe lui permettant de jouer en milieu de tableau. 
À la fin de la saison 1977-1978, le DJK Gütersloh termina 8e (une place devant le SV Arminia Gütersloh et fut retenu pour faire partie d’une des deux ligues de la région Ouest instaurée au niveau 3 : Oberliga Westfalen.
Mais le club n’y évolua pas sous le nom de DJK Gütersloh car une fusion l’unit avec son rival de l’Arminia pour former le FC Gütersloh

### FC Gütersloh
Ce fut le 12 mai 1978 que fut entérinée la fusion entre les grands rivaux du SV Arminia Gütersloh et du DJK Gütersloh qui créa le Fussball Club Gütersloh.
Le mariage de convenance entre les deux anciens rivaux sembla porter ses fruits car le club fusionné s’installa dans le peloton de tête de l’Oberliga Westfalen, dont il termina vice champion en 1982 derrière le TuS Schloss Neuhaus.
La saison suivante, une querelle s’installe entre le FC Gütersloh et la fédération régionale, la Fußball-und Leichtathletik-Verband Westfalen. Le club reçut le soutien de la société Miele, ce qui lui permit de faire venir deux anciens joueurs professionnels: Volker Graul et Roland Peitsch. Les critiques portèrent sur le détournement du statut d’amateur. L’Oberliga Westfalen ayant se statut, les joueurs ne doivent pas y percevoir de salaire. La presse s’empara de l’affaire et surnomma le FC Gütersloh de Paradis des joueurs amateurs.
En première instance, le club considéré comme employant de pseudo-amateurs fut puni d’une déduction de 25 points mais s’en tira en définitive avec une seule amende.
Lors de la saison 1983-1984, le FC Gütersloh remporta le titre en Oberliga. Lors du tour final pour la montée en 2. Bundesliga, il termina 4e sur 5, derrière Blau-Weiß Berlin, St-Pauli et Bocholt.
Ensuite, le club évolua encore six saisons au niveau 3 puis fut relégué en 1990. Lors de cette saison, le cercle réalisa l’exploit d’éliminer le Hertha Berlin, alors en 2. Bundesliga, au premier tour de la DFB Pokal. Après un partage (1-1, après prolongation), la rencontre fut rejouée. Le FC Gütersloh alla s’imposa à l’Olympiastadion (0-1, but de Tischler). Au tour suivant, le FCG tomba avec les honneurs (0-2, après prolongation) contre le VfB Stuttgart. 
Le FC Gütersloh ne redescendit qu’une seule saison en Verbandsliga puis remonta au niveau 3. Après trois saisons, le club se classa 9e en fin de championnat 1993-1994. Cela fut synonyme de maintien en Oberliga Westfalen, mais cette ligue devenait niveau 4 à la suite de l’instauration des Regionaligen au 3e étage.
En 1995, le FC Gütersloh fut sacré en Oberliga et retourna au niveau 3: la Regionalliga West-Südwest.
La série de succès se poursuivit car le club réalisa une magnifique saison 1995-1996 qui lui valut le titre et la montée en 2. Bundesliga. Vingt ans après la relégation du DJK, la localité de Gütersloh retrouvait une équipe au 2e niveau de la hiérarchie allemande.
Le club assura son maintien avec une 13e place sur 18, puis en 1998, le FC Gütersloh termina 5e à 4 points du 1. FC Nürnberg, troisième montant en Bundesliga. La saison suivante, ce fut trois points qu’il manqua au cercle, mais cette fois, pour éviter la descente par rapport au SC Fortuna Köln.
Après trois saisons de bonheur et de gloire, le FC Gütersloh connut un rude retour à la réalité. Le club fut déclaré forfait pour la saison 1999-2000 qu’il aurait dû jouer en Regionalliga. La cause était simple: faillite. La conséquence inévitable: dissolution.

### FC Gütersloh 2000
Trois jours après la dissolution du FC Gütersloh, une assemblée constitutive créa un nouveau club, le FC Gütersloh 2000 qui fut fusionna avec l’ancien club endetté. Profitant d’une faille dans les règlements, le FC Gütersloh 2000 entama le championnat 2000-2001 en Oberliga Westfalen et non tout en bas de la hiérarchie ! Les critiques des autres clubs n’y changèrent rien.
Le club alterna saisons moyennes en milieu de tableau avec des championnats conclus dans le groupe de tête. En fin de saison 2007-2008, le FC Gütersloh 2000 se classa 10e synonyme de descente au 5e niveau dans l’Oberliga Nordrhein-Wesfalen, fruit d’une fusion entre les anciennes Oberligen de niveau 4: Oberliga Nordrhein et Oberliga Westfalen. Ce recul de niveau était induit par l’instauration de la 3 Liga au 3e niveau.
Le FC Gütersloh 2000 débuta bien la saison suivante mais dégringola ensuite dans le classement et finit par être relégué en Westfalenliga (niveau 6).
Le 6 janvier 2010, des pourparlers furent entamés quant à une possible fusion entre le FC Gütersloh 2000 et le SC Wiedenbrück 2000. Dix jours plus tard, les discussions s’arrêtèrent. Chaque club donna une version différente des raisons de l’échec des négociations.

## Palmarès
- Champion de l’Oberliga Westfalen: 1984, 1995.
- Champion de la  Regionalliga West-Südwest: 1996.

## Joueurs emblématiques
- Arne Friedrich
- Alexander Löbe
- / Massimilian Porcello
- Daniel Stendel
- / David Wagner